# Marcus Lantz
Marcus Lantz (* 23. Oktober 1975 in Helsingborg) ist ein schwedischer ehemaliger Fußballspieler und anschließender Fußballtrainer, der fünf Jahre für Hansa Rostock spielte. Weiterhin war er bei verschiedenen schwedischen, dänischen und italienischen Vereinen unter Vertrag.

## Sportlicher Werdegang
Lantz begann bei Ifö/Bromölla IF mit dem Fußballspiel. Als 18-Jähriger wechselte er zum schwedischen Erstligisten Helsingborgs IF. 1999 ging er zu Torino Calcio in die italienische Serie A. Da er sich dort jedoch nicht durchsetzen konnte, verließ er die Italiener bereits nach wenigen Monaten wieder und unterschrieb im Dezember 1999 bei Hansa Rostock. Für die Ostseestädter absolvierte er bis zum Abstieg 2005 164 Spiele in der Fußball-Bundesliga und erzielte dabei sechs Tore.
2005 holte Trainer Michael Laudrup den ablösefreien Lantz nach Dänemark zu Brøndby IF. Wegen einer Verletzung in seinem zweiten Jahr beim Klub musste er lange Zeit aussetzen. Am Ende der Transferperiode im Sommer 2007 kehrte er nach Schweden zu Helsingborgs IF in die Allsvenskan zurück.
Für die schwedische Fußballnationalmannschaft gab er 1998 sein Debüt gegen die USA, kam aber insgesamt nur auf sechs Einsätze für sein Heimatland.
Zur Saison 2013 wechselte Lantz als Trainer der U21-Nachwuchsmannschaft zu Örgryte IS.
Er war im Anschluss seit Juli 2013 bis August 2017 für die Herrenmannschaft des Vereins und danach für zwei Jahre im Frauenbereich verantwortlich. Nach einem Jahr bei Mjällby AIF wirkte er für wenige Wochen bei Örebro SK und ist seit März 2022 für die U17 des IFK Göteborg tätig.

## Erfolge
- Schwedischer Meister: 1999
- Schwedischer Pokal: 1998